# Balthasar Denner

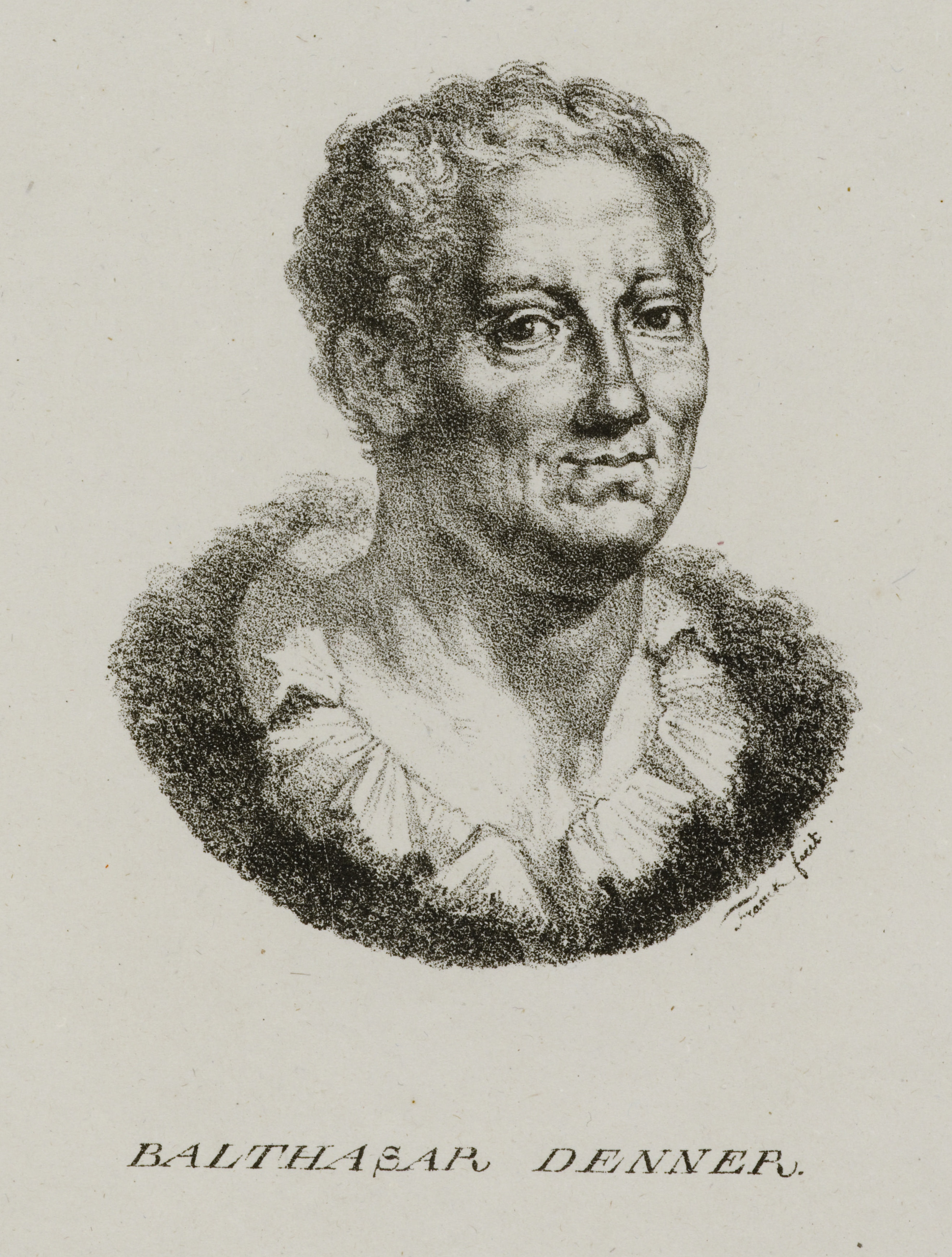
Balthasar Denner

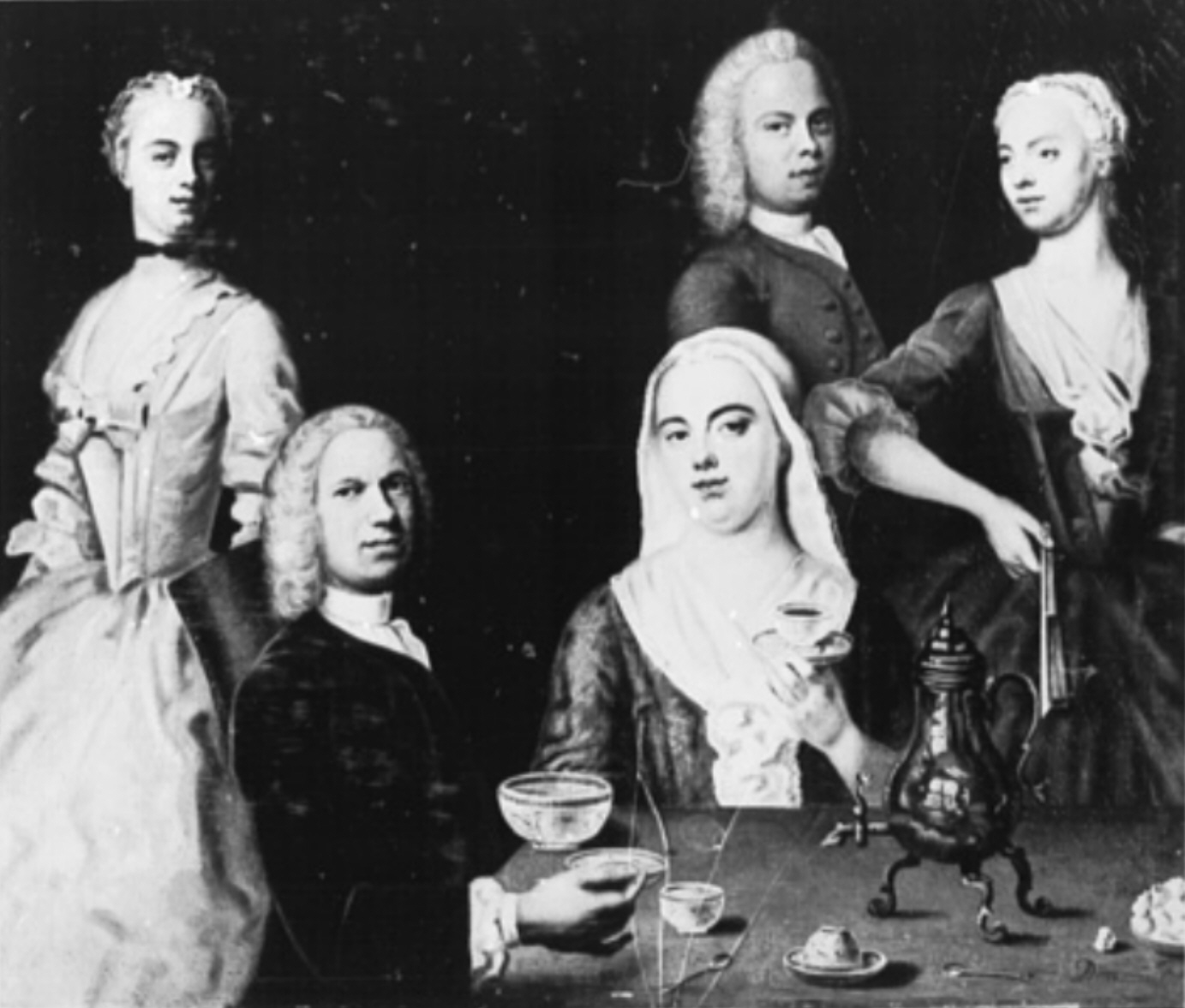
Balthasar Denner am Tisch sitzend mit seiner Familie

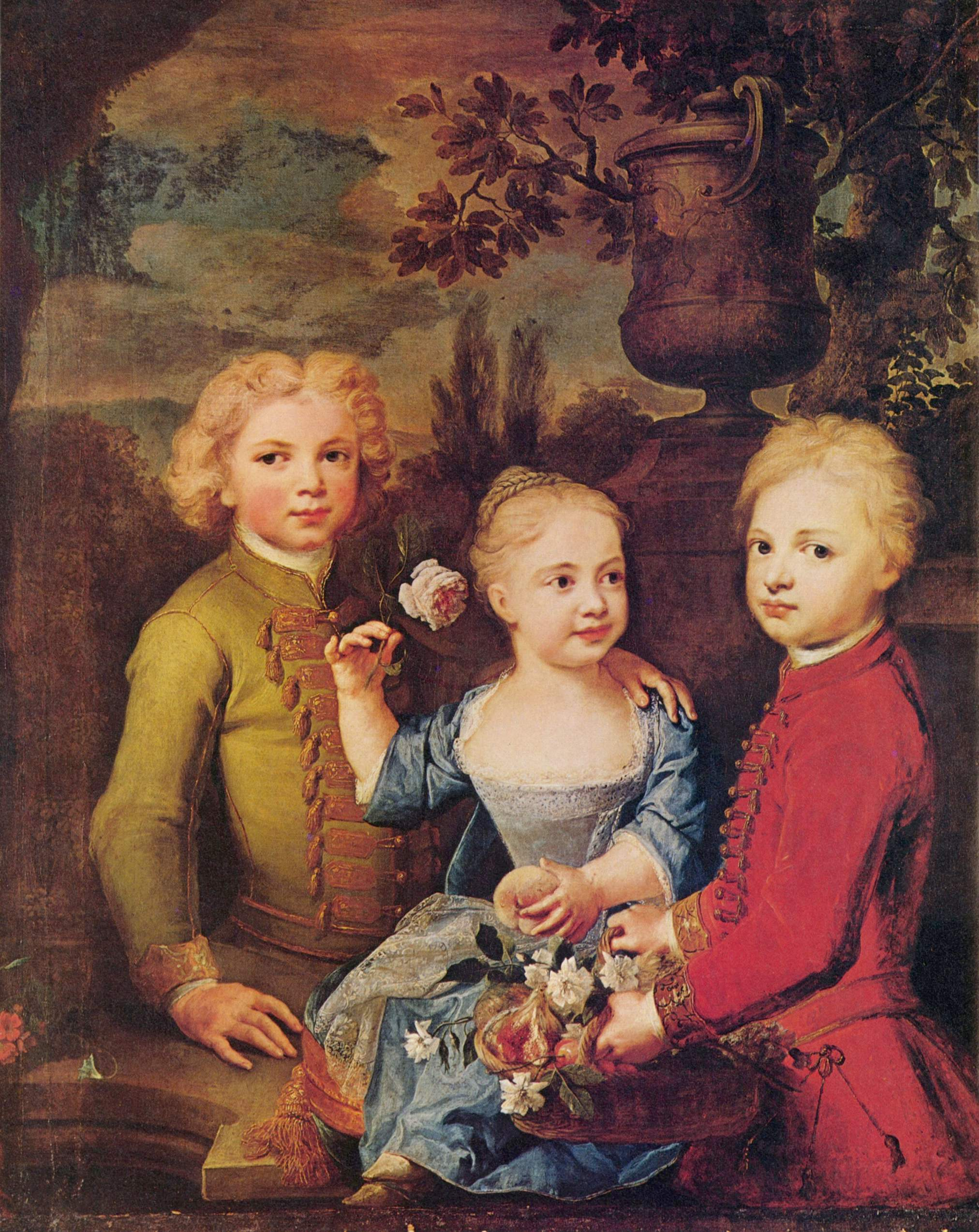
Drei Kinder des Ratsherrn Barthold Hinrich Brockes (Porträt), 1724

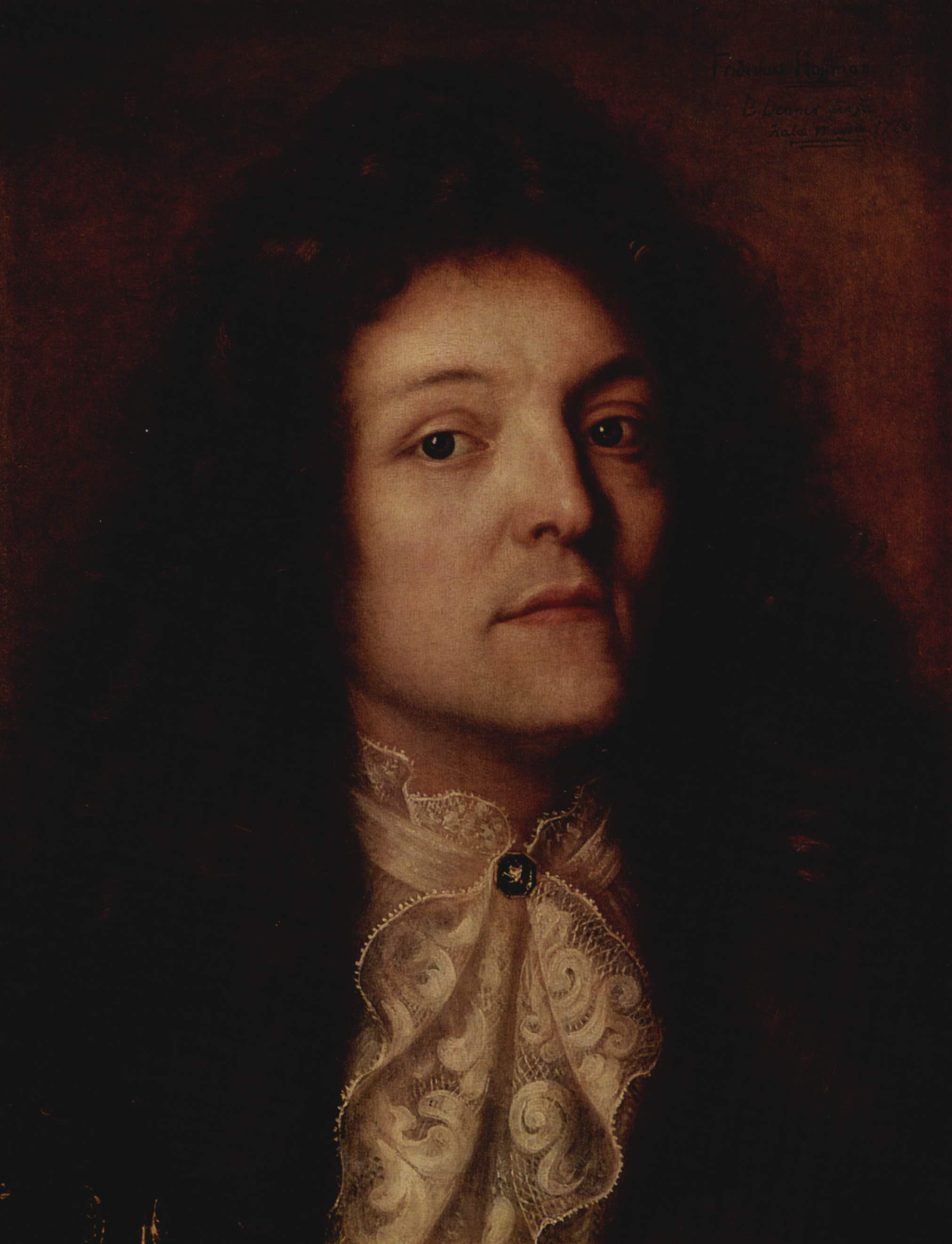
Porträt des Friedrich Hoffmann (1726)

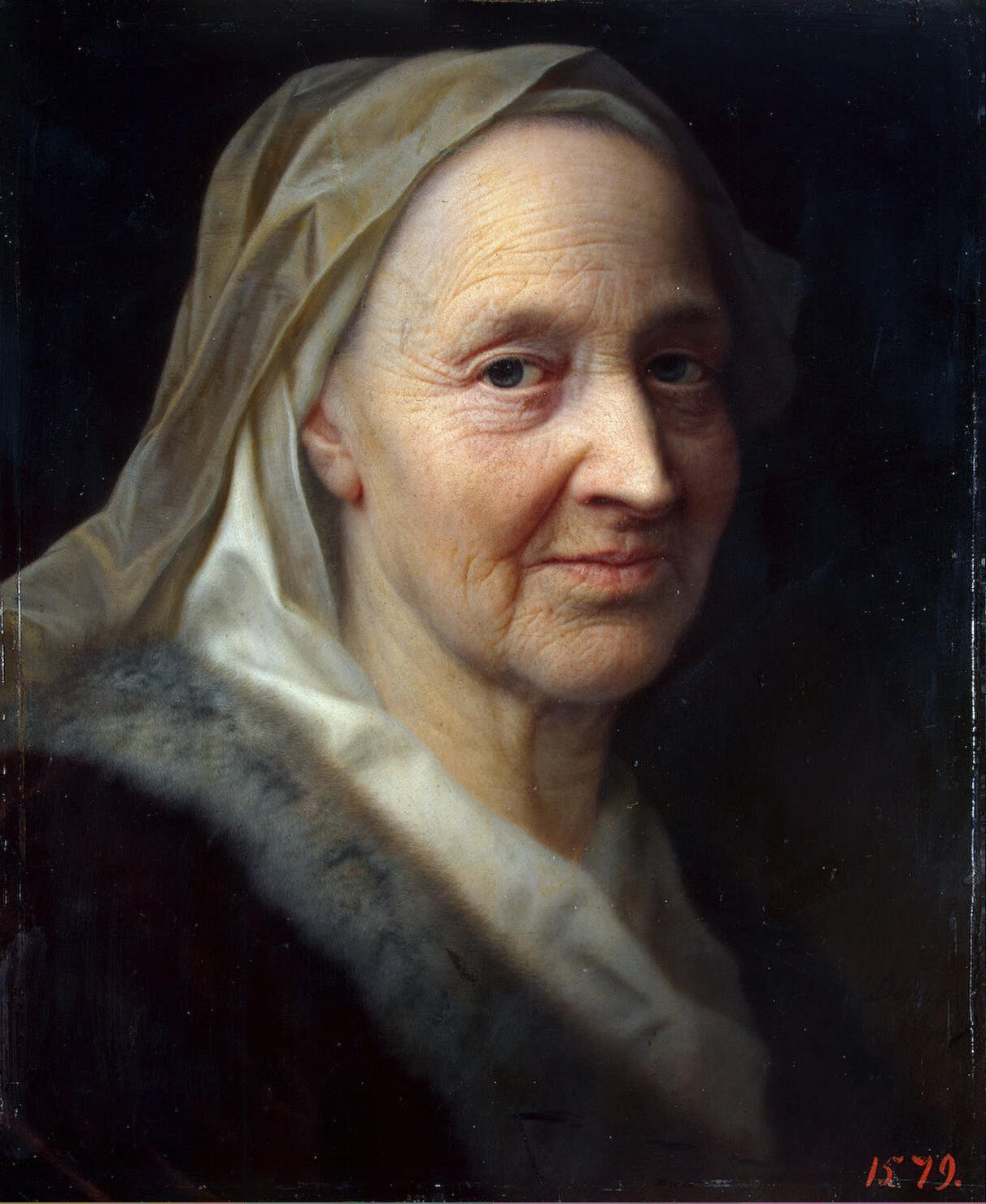
Porträt einer alten Frau

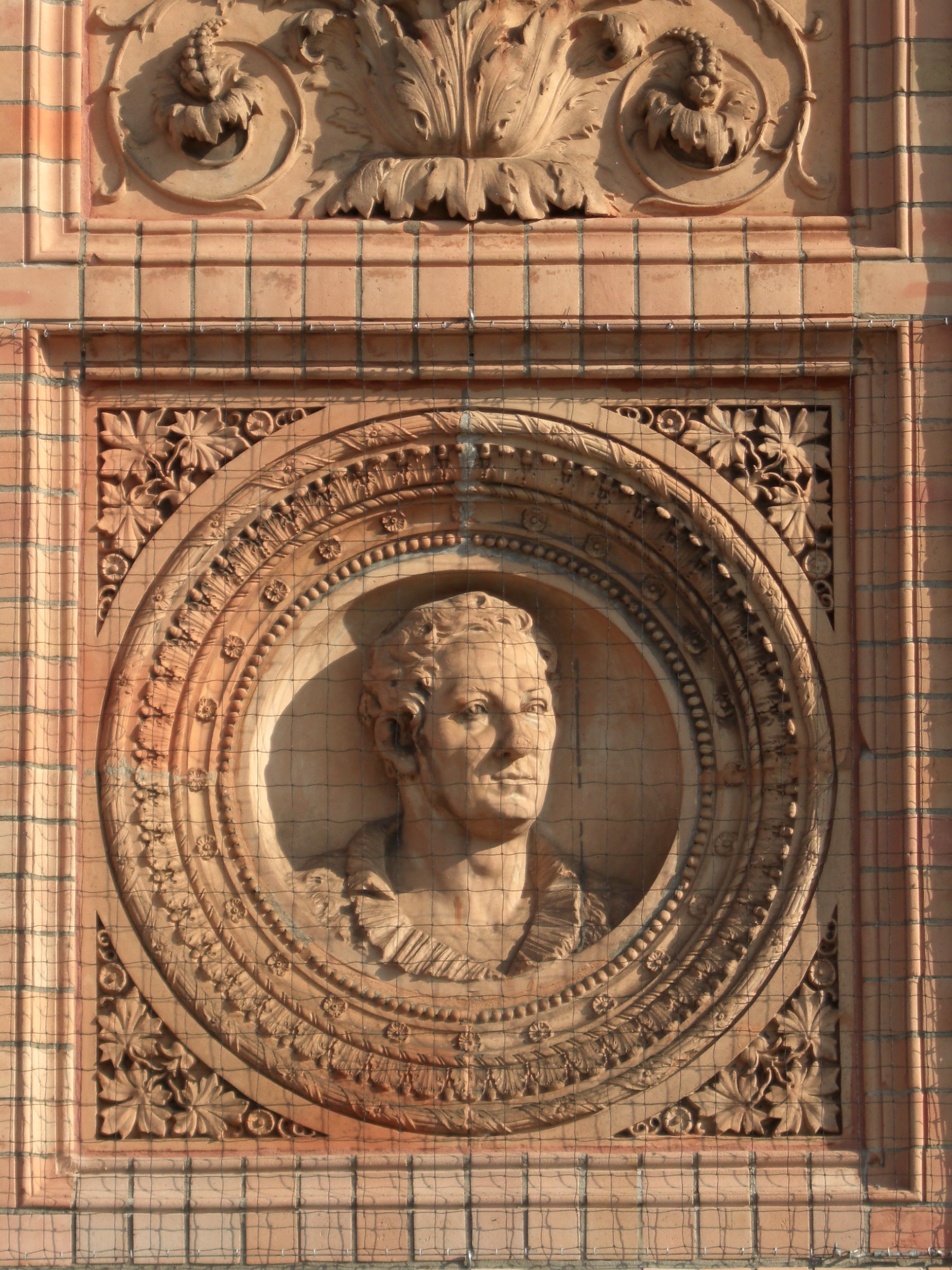
Balthasar Denner, Plastik an der Kunsthalle Hamburg

Balthasar Denner (* 15. November 1685 in Altona; † 14. April 1749 in Rostock) war ein deutscher Maler.

## Herkunft und Jugendzeit
Aufgewachsen ist Balthasar Denner in Altona, ungefähr zwei Kilometer westlich von Hamburg. Altona war damals (1710) mit rund 12.000 Einwohnern die zweitgrößte Stadt nach Kopenhagen innerhalb des dänischen Gesamtstaates und zeichnete sich besonders durch die dort gewährte Religionsfreiheit aus. Sein Vater Jakob Denner (1659–1746) war ein bekannter Prediger der Altonaer Mennoniten, von Beruf Blaufärber. Seine Mutter war Catharina Wiebe (1663–1743). Balthasar war das älteste von sieben Geschwistern und der einzige Sohn.
Als Balthasar acht Jahre alt war, erlitt er einen Unfall, der bewirkte, dass er sein Leben lang hinkte. Die Zeit der langwierigen Heilung vertrieb er sich mit Zeichnen. Dabei zeigte er sich ungewöhnlich geschickt darin, Bilder mit großer Genauigkeit zu kopieren.
Im Alter von elf Jahren wurde er vom holländischen Maler Franz van Amama unterrichtet. Als sein Vater für einige Zeit in Danzig als mennonitischer Pastor tätig war, erhielt Balthasar dort Unterricht in der Ölmalerei.
Im Jahr 1701 zog die Familie zurück nach Altona. Balthasar, inzwischen 16 geworden, trat in das Unternehmen eines Onkels in Hamburg ein, um den Beruf des Kaufmanns zu erlernen. Dort arbeitete er während der nächsten sechs Jahre. In der Freizeit übte er sich weiter in der Malerei.
Im Jahr 1707, mit 22, wurde Balthasar in die Preußische Akademie der Künste aufgenommen, die einige Jahre zuvor, im Jahr 1696, vom späteren König Friedrich I. (Preußen) gegründet worden war. Unter dessen Herrschaft hielten sich viele Künstler und Wissenschaftler in Berlin auf und die Schule galt als eine der besten Europas.

## Karriere als Porträtmaler
Schon 1709, also im Alter von 24, erhielt Balthasar Denner seinen ersten bedeutenden Auftrag: Er malte die Porträts von Christian August (Onkel und Vormund von Karl Friedrich, Herzog von Schleswig-Holstein-Gottorf) und seiner Schwester Marie Elisabeth, der späteren Äbtissin von Quedlinburg. Der Auftraggeber war vom Resultat so angetan, dass er Denner nach Schloss Gottorf in Schleswig einlud, um dort weitere Porträts zu malen. Hier realisierte Denner 1712 ein großes Gruppen-Porträt (178 × 138 cm), das 21 Personen aus dem Hof des Herzogs zeigt. Es befindet sich heute im Schloss Rastede. Dieses Großbild begründete den Ruf von Balthasar Denner als Porträtmaler, der sich sehr rasch verbreitete.
In der Folge erhielt er bis an sein Lebensende mehr als genug Aufträge, an den Höfen Europas die Großen seiner Zeit zu malen. Darunter waren neben Herzögen und ihren Familien auch die dänischen Könige Friedrich IV. (Dänemark und Norwegen) und Christian VI., der König August II. (Polen), der Zar Peter III. (Russland) und König Adolf Friedrich (Schweden).
Offenbar beschränkte sich Denner manchmal darauf, in einem Bild seine eigentliche Spezialität, das Porträt, einzubringen und den Rest, zum Beispiel Figur, Kleidung, Hintergrund von einem anderen Maler fertigstellen zu lassen, gelegentlich auch von einem seiner begabten Kinder. Das Bildnis Drei Kinder des Ratsherrn Barthold Hinrich Brockes von 1724 trägt auf der Rückseite eine Inschrift, die die Beteiligten aufführt: Denner malte in Hamburg die Köpfe der Kinder, Jacob van Schuppen später in Wien die Körper und Gewänder, der Hintergrund stammt von Franz de Paula Ferg (1689–1740), die Blumen in den Händen der Kinder malte Franz Werner Tamm (1658–1724).

## Familienleben und Reisen
Im Jahr 1712, mit 27 Jahren, war Denner schon ein gemachter Mann und konnte sich verheiraten. Mit seiner Frau Esther Winter hatte er sechs Kinder, fünf Mädchen und einen Jungen. Von 1712 an bis zu seinem Tod im Jahr 1749 reiste Denner zu seinen Auftraggebern in Schleswig-Holstein, Niedersachsen, Hamburg und Hannover, Dresden, Amsterdam, Kopenhagen und London. Zeitweise war er jedes Jahr an einem anderen Ort, manchmal machte er mehrere Reisen pro Jahr. Dabei nahm er die ganze Familie mit. Die Kinder waren musisch begabt und unterhielten die großen Persönlichkeiten, die für ihr Porträt still sitzen mussten, mit musikalischen Darbietungen. Besonders begabt war die Tochter Catharina, ausgebildet in Musik und Malerei, die jedoch schon 1744 starb. Die einzigen längeren Aufenthalte machte Denner in London von 1721 bis 1728 und in Amsterdam von 1736 bis 1739.
Dass Denner in Hannover viele Engländer kennenlernte und von dort aus nach London eingeladen wurde, erinnert an die enge Verbindung zwischen den beiden Ländern: König Georg I. (Großbritannien) stammte aus Hannover und blieb auch als britischer König Kurfürst von Hannover und Herzog von Braunschweig-Lüneburg.

## Wirkung
Dass Denner zu seinen Lebzeiten außerordentlich gesucht und geschätzt war, geht schon aus der Aufzählung seiner Kunden hervor. Die Vornehmen und Reichen ganz Nordeuropas wollten von ihm gemalt sein.
Ein Porträt diente auch zur Dokumentation, hatte Prestige, half Heiraten vermitteln oder politische Ansprüche manifestieren. Vom Bild, das Denner 1740 vom zwölfjährigen späteren Peter III. (Russland) in Kiel malte, musste er zehn Kopien herstellen. Eine davon wurde an den Hof von Petersburg gesandt, als diskrete Erinnerung an den Anspruch auf den Zarenthron.
Dem Porträt einer alten Frau brachte das Publikum in Rotterdam und London große Begeisterung entgegen. Zeitgenössische Kritiker stellten es der Mona Lisa gleich. Gelobt wurde vor allem die erstaunliche Genauigkeit im Detail, mit der jede Hautfalte, jedes Härchen festgehalten war. Es heißt, seine Porträts könne man mit der Lupe studieren.
Die Porträts Balthasar Denners werden in der Kunsttheorie seit dem späten 18. Jahrhundert zum Negativbeispiel einer bloß penibel abbildenden Malerei, die deshalb ungeistig und unkünstlerisch sei. Entsprechende Äußerungen gibt es von Johann Joachim Winckelmann, Johann Georg Sulzer, August Wilhelm Schlegel oder Georg Wilhelm Friedrich Hegel. Die Allgemeine Deutsche Biographie von 1877 kritisierte: „Wer jedoch in dem Begriff eines wahren Kunstwerkes immer noch ein ideales Moment sucht und sich nicht mit der sklavischen Abschrift der Natur zufriedengibt, den werden solche Bilder wenig angenehm berühren. Es ist absolut kein Geist in diesen Köpfen, sie reden nicht, und die glatte, weichliche Farbe verstärkt noch den Eindruck des Wachsfigurenartigen.“
Arno Schmidt meinte in einem Rundfunk-Interview von 1952 mit Martin Walser, der Schriftsteller habe die Aufgabe, den Denkprozess der Menschen seiner Zeit mit „Balthasar Dennerscher Genauigkeit“ wiederzugeben.
In den Hamburger Stadtteilen Altona-Altstadt und  Barmbek-Nord sind die Straßen Balthasarweg und Dennerstraße nach ihm benannt.